# هاينريش كارل بروغش
هاينريش كارل بروغش (عُرف أيضا باسم بروغش باشا) (18 فبراير 1827 – 9 سبتمبر 1894) كان عالم مصريات ألماني. عمل مع أوغست مارييت في أعمال التنقيب في ممفيس . تولى نظارة مدرسة اللسان المصري القديم في القاهرة، وأنتج العديد من الأعمال القيمة وكان رائدًا في فك رموز الديموطيقية ، وهو الخط المبسط في العصور المصرية المتأخرة.

## سيرة حياته
وُلِدَ في ثكنات برلين عام 1827، لأب ضابط في سلاح الفرسان البروسي. أظهر مبكرًا ميلًا كبيرًا لدراسة المصريات، وعلم نفسه الكثير عنها. في سن السادسة عشرة نجح في فك رموز الديموطيقية، والتي أُهملت من بعد وفاة شامبليون عام 1832. كتب "Scriptura Ægyptiorum Demotica" (برلين ، 1848)، المحتوي على نتائج أبحاثه في الخط الديموقيطي، بينما كان طالبًا في الجمنازيوم (المدرسة الثانوية). تبع ذلك كتابه "Numerorum Demoticorum Doctrina (1849)"، ثم "Sammlung demotischer Urkunden (1850)".
كتابه "Scriptura Ægyptiorum Demotica"المنشور عام 1848 لفت انتباه ألكسندر فون همبولت والملك البروسي فريدريك ويليام الرابع .[بحاجة لمصدر] فبعد إنتهاء دراسته الجامعية، تلقى دعما من الملك[بحاجة لمصدر] مكنه من إكمال دراساته بزيارات لمتاحف أجنبية في باريس ولندن وتورين ولايدن . أرسلته الحكومة البروسية لمصر عام 1853 ، وهناك أصبح صديقا حميما لأوجست مارييت وتعاون معه. ثم عاد لبرلين عام 1854، حيث عُين محاضر خاص (بالألمانية: Privatdozent) في الجامعة، ومساعد في المتحف المصري في برلين عام 1855. ثم زار مصر ثانية عام 1857.
أُرسل لبلاد فارس عام 1860 في مهمة خاصة تحت إمرة البارون مينوتولي، حيث ارتحل الأماكن، وبعد وفاة مينوتولي قام بمهام السفير.  عام 1863أسس مجلة علم المصريات "Zeitschrift für Aegyptische Sprache". عام 1864 أصبح قنصلاً في القاهرة، وفي عام 1868 أصبح أستاذًا في جوتنجن، وفي عام 1870 تولى نظارة مدرسة اللسان المصري القديم التي أسسها الخديوي في القاهرة. وسرعان ما رُقي إلى رتبة بك (1873)؛ ثم فصله مراقبو الإنفاق الإوروبيون من منصبه بشكل غير رسمي عام 1879؛ وتسبب نفوذ الفرنسيون في منعه من خلافة صديقه مارييت في رئاسة متحف بولاق عام 1883. منحه الخديوي الباشوية عام 1881.
بعد ذلك أقام بشكل أساسي في ألمانيا حتى وفاته عام 1894، لكنه زار مصر أكثر من مرة، وشارك في مهمتين رسميتين أخريين إلى بلاد فارس عام 1883 (مع الأمير فريدريك تشارلز[بحاجة لمصدر] ) وعام 1885. قام بتنظيم عرض مصري في معرض فيلادلفيا عام 1876.

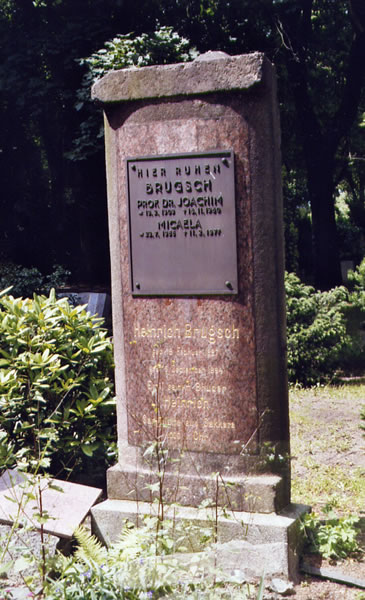
شاهد قبرهاينريش كارل بروغش

نشر سيرته الذاتية عام 1894، واختتمها بمدح للحكم البريطاني في مصر. تعتبر خدمات بروغش لعلم المصريات جليلة، لا سيما في فك رموز الديموطيقية وتأليفه لقاموس ضخم هيروغليفي ديموطيقي (1867-1882).
دُفن في تشارلوتنبرغ ببرلين. شاهد قبره عبارة عن غطاء تابوت مصري من الدولة القديمة.[بحاجة لمصدر]
جلب بروغش بعض المخطوطات التوراتية من سيناء إلى برلين ( Minuscule 257 ، Minuscule 653 و Minuscule 654 ).[بحاجة لمصدر]
بردية بروغش ، المعروفة أيضًا باسم بردية برلين الكبرى في متحف برلين (Pap. Berl. 3038)، وهي بردية طبية مصرية قديمة مهمة ، تحمل اسمه وهو أول من درسها.[بحاجة لمصدر]

## مؤلفاته
ومن أهم أعماله بجانب المذكورة أعلاه:[بحاجة لمصدر]
- Reiseberichte aus Ägypten (مذكرات رحلة مصر) (1855)
- Grammaire démotique (النحو الديمقوطيقي) (Paris, 1855)
- Monuments de l'Egypte (آثار مصر) (1857)
- Geographische Inschriften (Leipzig, 1857–60)[4]
- Histoire d'Egypte (تاريخ مصر) (Leipzig, 1859)[4]
- Recueil des monuments égyptiens (أنطولوجية آثار مصر) (Leipzig, 1862–63)[4]
- Reise der königlich Preussischer Gesandtschaft nach Persien (رحلة السفارة البروسية الملكية لبلاد فارس) (1862–63)
- Hieroglyphisch-demotisches Wörterbuch (Hieroglyphic-Demotic قاموس هيروغليفي-ديموطيقي) (Leipzig, 1867–82)[4]
- Hieroglyphische Grammatik (النحو الهيروغليفي) (Leipzig, 1872)[4]
- L'Exode et les monuments égyptiens (الخروج والآثار المصرية) (Leipzig, 1875)
- Dictionnaire géographique de l' ancienne Egypte (قاموس جغرافي لمصر القديمة) (Leipzig, 1877–81)
- Geschichte Aegyptens (Leipzig, 1877;.[4] “تاريخ مصر من آثارها”)
- Dictionnaire géographique de l'ancienne Egypte (Leipzig, 1877–81)[4]
- Thesaurus Inscriptionum Ægyptiacarum (قاموس مفردات النقوش المصرية) (Leipzig, 1883–91)[4]
- Religion und Mythologie der Aegypter (ديانة وأساطير المصريين) (Leipzig, 1887)[4]
- Die Ägyptologie (علم المصريات) (1890)
- Aus dem Morgenlande, Altes und Neues (من الشرق, قديما وحديثا) (1893)
- Mein Leben und Wandern (حياتي وترحالي), سيرة ذاتية (1894)

## روابط خارجية
- هاينريش بروغش ، حياتي ورحلاتي. برلين ، 1894 (الترجمة الإنجليزية ، 1992).
- Rines، George Edwin، المحرر (1920). "Brugsch, Heinrich Karl". الموسوعة الأمريكية. {{استشهاد بموسوعة}}: يحتوي الاستشهاد على وسيط غير معروف وفارغs: |HIDE_PARAMETER15=، |HIDE_PARAMETER13=، |HIDE_PARAMETER2=، |HIDE_PARAMETER21=، |HIDE_PARAMETER8=، |HIDE_PARAMETER19=، |HIDE_PARAMETER20=، |HIDE_PARAMETER5=، |HIDE_PARAMETER7=، |HIDE_PARAMETER3=، |HIDE_PARAMETER14=، |HIDE_PARAMETER22=، |HIDE_PARAMETER4=، |HIDE_PARAMETER11=، |HIDE_PARAMETER10=، |HIDE_PARAMETER6=، |HIDE_PARAMETER9=، |HIDE_PARAMETER1=، |HIDE_PARAMETER23=، |HIDE_PARAMETER18=، |HIDE_PARAMETER16=، و|HIDE_PARAMETER12= (مساعدة)
- "Heinrich Karl Brugsch". britannica. مؤرشف من الأصل في 2020-11-07.
- أعمال بواسطة هاينريش كارل بروغش في المكتبة المفتوحة على أرشيف الإنترنت
- الأعمال والرسائل ، من مجموعات مختلفة ، في Europeana
- تاريخ مصر في عهد الفراعنة بقلم إتش كيه بروغش
- تاريخ مصر في عهد الفراعنة